# 鐵麟
鐵麟（1786年—1848年），字仁山，諡文恪，愛新覺羅氏，清朝宗室，政治人物，同進士出身。
嘉慶十三年，鄉試中舉。嘉慶二十四年，登己卯恩科進士，改翰林院庶吉士。嘉慶二十五年，升任翰林院檢討、日講起居注官、詹事府右春坊右中允。道光元年，任司經局洗馬。道光三年，任國史館協修官、國子監祭酒。道光五年，稽察右翼覺羅學事務。次年，任宗室佐領。道光八年，任光祿寺卿。次年任滿洲繙譯副考官。道光九年，任都察院左副都御史、武殿試讀卷官。道光十一年，任盛京禮部侍郎、兵部右侍郎、右翼監督、鑲白旗蒙古副都統。道光十二年，任國史館清文總校、正白旗護軍統領、會試知貢舉、兵部左侍郎。道光十三年，任殿試讀卷官，戶部左侍郎兼管錢法堂事務、鑲黃旗滿洲副都統，總理國子監事務，后改倉場侍郎。道光十四年，任倉場侍郎、武鄉試監射大臣。道光十八年，任武會試較射大臣、漕運總督。道光十九年，任都察院左都御史、正黃旗漢軍都統、內大臣班差使。署正黃旗蒙古都統、刑部尚書。道光二十年，任察哈爾都統，道光二十四年，署綏遠城將軍。道光二十七年，任荊州將軍。

## 虚构作品
- 王梓夫著小说《漕运码头》，2003年1月人民文学出版社出版。讲述了道光年间，铁麟赴通州任仓场总督整顿漕运码头的故事。
- 2008年，电视剧《漕运码头》，北京电视台、北京市通州区委区政府根据上述小说改编制作。杨立新饰演鐵麟。